# 根本拓人
根本 拓人（ねもと たくと、1984年4月20日 - ）は、日本の俳優。神奈川県出身。劇団NLT所属。身長は175cm、体重は60kg。

## 特技
- 柔軟体操

## 主な出演

### 舞台
2010年
- 「シャルルとアンヌと社長の死体」　劇団ＮＬＴ　エコー劇場　2/17〜21　 クロード役
- 「佐賀のがばいばあちゃん」　博多座　5/3〜27
- 「河童の茶の間」　テアトルBONBON　8/24〜29

2011年
- 「佐賀のがばいばあちゃん」　中日劇場　8/4〜14
- 同　上　浅草公会堂　8/19〜21
- 同　上　本多の森ホール　9/4
- 同　上　新歌舞伎座　10/2〜9
- 「詐欺師シェイクスピア35世」　ハマコクラブ×キヨコクラブ　シアターブラッツ　11/3〜6　根本役

2012年
- 「応挙絵噺再幽霊」　春秋会男組vol.1　三越劇場　3/17〜18　丁稚役
- 「審査員」　劇団〈ま〉　銀座みゆき館劇場　7/25〜30　根本役
- 「たそがれの映画監督」　ハマコクラブ×キヨコクラブ　シアターブラッツ　11/22〜25

2013年
- 「ちんどん」　中村美律子新春公演　中日劇場　1/9〜20
- 「たいこ茶屋殺人事件」　たいこ茶屋　1/27〜29　根本拓也役
- 「恋模様義賊世噺」　春秋会男組vol.2　三越劇場　3/6〜11　丁稚役
- 「花はらんまん」　劇団NLT　三越劇場　8/17〜25
- 「夕べの幽霊　今朝の女房」　錦秋公演　菅原謙次十七回忌　博品館劇場　11/20〜24
- 「プロデューサーはかく語りき」　ハマコクラブ×キヨコクラブ　シアターブラッツ　12/19〜23　根本役

2014年
- 「応挙絵噺再幽霊」　春秋会男組vol.3　三越劇場　6/6〜8　丁稚役
- 「ボクはヒロイン」　劇団〈ま〉　エコー劇場　7/29〜8/3　クロード役
- 「ひとり芝居をみんなで」　ハマコクラブ×キヨコクラブ　シアターブラッツ　11/20〜24　根本拓人役

2015年
- 「月の小鳥たち」　劇団NLT　シアターグリーン Box in Box　5/29〜6/2　エチエンヌ役
- 「人形町物語」　山川豊 水森かおり 特別公演　明治座　7/2〜26
- 「オチの後で」　ハマコクラブ×キヨコクラブ　シアター風姿花伝　9/25〜28

2016年
- 「遠山の金さん VS 女ねずみ小僧」　細川たかし・中村美律子　新春特別公演　中日劇場　1/4〜24
- 「春麗虚実宿屋仇」　春秋会男組vol.4　三越劇場
- 「劇場 －汝の名は女優－」　NLT公演／提携 劇団〈ま〉　シアターグリーン BIG TREE THEATER　10/25〜30
- 「ウソと真実　両手に持って」　ハマコクラブ×キヨコクラブ　高田馬場ラビュネスト　11/30〜12/4　根本役

2017年
- 「脱退会議」　劇団NLT　シアターグリーン Box on Box　4/15〜19
- 「芸能事務所は閉店休業」　ハマコクラブ×キヨコクラブ　新宿コフレリオ　11/23〜26

2018年
- 「桜散漫美男仇討」　春秋会男組vol.5
- 「やっとことっちゃうんとこな　劇団NLT　俳優座劇場　10/13〜21　嵐竜也役
- 「俳優教室は二時の彼方」　ハマコクラブ×キヨコクラブ　高田馬場ラビュネスト　11/29〜12/2

2019年
- 「東京そば屋人情物語 にぃねえちゃん！」　水森かおり特別公演　明治座　3/9〜18
- 同　上　新歌舞伎座　5/4〜13
- 同　上　御園座　5/18〜21
- 「両天秤幽霊恋心」　春秋会男組vol.6　三越劇場　5/31〜6/2　手代役
- 「20年間ラビリンス」　ハマコクラブ×キヨコクラブ　高田馬場ラビュネスト　11/28〜12/1　根本役

2020年
- 「病める時も健やかなる時も」　劇団NLT　オメガ東京　3/25〜3/29
- 「限界突破の七変化　恋之介旅日記」　 氷川きよし特別公演　明治座　8/28〜9/27　新歌舞伎座　11/19〜11/29

### TV
- 「警部補 佐々木丈太郎2」(フジテレビ）
- 「潔子爛漫」（フジテレビ）